# Азоло
Азоло (итал. Asolo) је насеље у Италији у округу Тревизо, региону Венето.
Према процени из 2011. у насељу је живело 3852 становника. Насеље се налази на надморској висини од 101 м.

## Становништво
Према резултатима пописа становништва 2011. у општини је живело 8.952 становника.
| 1931. | 1936. | 1951. | 1961. | 1971. | 1981. | 1991. | 2001. | 2011. |
| ----- | ----- | ----- | ----- | ----- | ----- | ----- | ----- | ----- |
| 6.413 | 6.710 | 7.078 | 6.253 | 6.161 | 6.295 | 6.651 | 7.605 | 8.952 |